# Scopula perialurga
Scopula perialurga là một loài bướm đêm trong họ Geometridae.